# Stilpnus crassicronis
Stilpnus crassicronis är en stekelart som beskrevs av Thomson 1884. Stilpnus crassicronis ingår i släktet Stilpnus, och familjen brokparasitsteklar. Arten är reproducerande i Sverige.